# Frank E. Scobey
Frank Edgar "Ed" Scobey (1866–1931) foi o diretor da Casa da Moeda dos Estados Unidos de 1922 a 1923.

## Biografia
Frank Edgar Scobey nasceu em 27 de fevereiro de 1866 no Condado de Miami, Ohio, sendo filho de William Scobey e Martha J. (Vandeveer) Scobey. Ele estudou em escolas públicas de Troy.
Após a escola, Scobey conseguiu um trabalho na Standard Oil Company. Scobey adoeceu e vendeu um negócio que possuía, passando três anos viajando para tentar melhorar a sua saúde, invernando na Flórida e Texas. Ele se casou com  Mayme Barrington, de Covington, em 7 de maio de 1889. Scobey formou um negócio de libré com seu tio, J. F. Vandeveer, em 1894.
Quando jovem, Scobey era um membro ativo do Partido Republicano do Condado de Miami. Em 1897, elegeu-se xerife deste condado, sendo reeleito e permanecendo nesta função até janeiro de 1902, quando renunciou.
Um partidário do senador norte-americano Joseph B. Foraker, Scobey tornou-se secretário do Senado de Ohio graças a influência de Foraker. Durante este período, Scobey tornou-se um amigo pessoal de Warren G. Harding, que era foi membro do Senado de Ohio de 1899 a 1903. Scobey continuou correspondendo-se com Harding mesmo depois de sua mudança para San Antonio em 1907, onde fundou a empresa Scobey Fireproof Storage Co.
Quando Hardin se tornou presidente dos Estados Unidos após sua eleição em 1920, ele indicou Scobey para a diretoria da Casa da Moeda. Scobey ocupou esta função de março de 1922 a setembro de 1923.
Scobey morreu em San Antonio em 7 de fevereiro de 1931.

## Nota
- Este artigo foi inicialmente traduzido, total ou parcialmente, do artigo da Wikipédia em inglês cujo título é «Frank Edgar Scobey», especificamente desta versão.